# 陳登
陳 登（ちん とう、生没年不明）は、中国後漢末期の武将・政治家。字は元龍。徐州下邳国淮浦県（現在の江蘇省淮安市漣水県）の出身。父は陳珪。兄弟は陳応。子は陳粛。『三国志』魏志「呂布伝」とそれが引く『先賢行状』などに記述がある。

## 来歴
誠実であり思慮深く、文学的才能にも秀でていたため、25歳で孝廉に推挙され、東陽県長となった。老人を労わり、孤児を養育するなど、民衆のためになる統治を行なった。その後、飢饉が勃発すると、陶謙に推挙されて典農校尉となり、どのような作物がその土地に育つのかよく調べ、堀を造り灌漑を整備したので、稲が豊かに実り貯えられた。
陶謙の死後は劉備に仕えた。このとき、陶謙の後継となることを躊躇する劉備に対し、積極的に徐州の主となるよう勧めたという（「先主伝」）。
後に、徐州が呂布によって奪取されると呂布に仕えた。しかし、陳登は父と同じく密かに呂布を嫌っていたという。
袁術が呂布と縁組を結ぼうと韓胤を遣わして来た時、当初は乗り気であった呂布を父が説得し、袁術と絶縁させた。また、韓胤を捕らえて曹操の下へ送り、斬らせている。陳登は呂布に曹操と結ぶよう勧めた。呂布は乗り気ではなかったが、曹操が朝廷に働きかけ呂布を左将軍に任じさせると、喜んで使者の派遣に同意した。
使者として赴いた陳登は、曹操に対し「呂布を早く滅ぼすべき」と進言した。これを聞いた曹操は陳珪父子に信頼を寄せるようになり、陳登を広陵太守に任命し、密かに徐州の安定を委ねた。呂布は、自身が徐州牧に任じられることを期待していたが、陳登だけが官職を得て戻ってきたことから不審を抱いた。しかし陳登は呂布を鷹に例えて誉めそやし、気持ちを抑えさせたという。
呂布が袁術軍の張勲率いる大軍に攻められた時は、袁術軍の内部分裂の可能性を予見し、それを父に伝えた。父はそれを受けて呂布に対し、袁術の同盟軍である楊奉・韓暹を味方に引き込む策略を提案した。呂布がこの策略を実行し、楊奉・韓暹を味方に引き込んだため、呂布軍は大勝することができた。
陳登の統治下、広陵の治安が安定したため、陳登は人々に畏怖・敬愛された。また陳矯を功曹に採り立てた（「陳矯伝」）。当時、陳登は傲慢で自惚れていると思われることが多かったようで、陳矯を許に遣わした時、都での自らの評価を観察し教えてほしいと依頼したことがあったという（「陳矯伝」）。
曹操が呂布を攻めて下邳まで進軍してきた時、陳登は曹操に帰順して呂布討伐の先駆けを務めた。呂布が籠る下邳城には陳登の弟3人がおり、呂布は彼等を人質として利用し陳登に圧力をかけた。しかし陳登は屈することなく、呂布への包囲を次第に狭めていった。まもなく城内から裏切り者が出て、陳登の弟らを連れて脱出した。呂布が滅亡すると、その功績により伏波将軍となった。

### 江東進出を図る
呂布討伐後、陳登は長江・淮水流域で非常に人望が厚かったので、江南を併合する野望を抱くようになったという。孫策とは呂布が健在であった頃から敵対関係であり、一族の陳瑀が揚州で孫策と戦ったが敗れている（「孫破虜討逆伝」が引く『江表伝』）。
孫策が西上した隙を狙って、かつて呉郡の有力者であった厳虎の残党を扇動して、孫策に叛かせようとした（「孫破虜討逆伝」が引く『江表伝』）。反乱を鎮めた孫策が報復として徐州に攻め込んできたが、孫策は孫権を派遣して匡奇城に進攻した。
敵軍が来襲した当初、広陵郡の者達は「今、敵軍は郡兵の十倍で恐らく抵抗できないから、逃げて空城を与えよう。きっとしばらくすると敵は引き去さるだろう。」 と口を揃えて主張したが、陳登は「私は国に命を受け、この土地に来て鎮守している。昔、馬文淵（馬援）がこの位（伏波将軍）に就き、南の百越（交州・ベトナム）を平らげ、北の群狄（烏桓・羌族）を滅ぼした。彼の様に脅威となる敵を鎮圧できていないのに、どうして侵略者から逃げられるだろうか！ 私は身命を投げ出して国に報じ、義によって乱を討とう。天道に従うのだから勝つのは必定だ。」と述べて抗戦を決定した。
まず陳登は匡奇城の門を閉ざして籠城し、将兵には声を出させず無人のように静かにするよう命じた。その後、自身は城壁に登って敵軍の形勢を観察し敵軍に攻撃する隙を発見すると、今度は夜間に武器を整えるよう将兵に命じて翌朝未明に南門から出撃して敵陣に攻撃し、歩兵・騎兵による別働隊で敵の背後からも襲撃させた。敵は周章狼狽して慌てて陣を結び始め、船には還れなかった。陳登は手ずから軍鼓を打ち鳴らし、敵の動揺に乗じて更に攻勢を強めた。遂に敵軍は大いに破れ、船を棄てて逃走した。陳登は勝ちに乗じて追撃し、捕虜・死傷者は万を超えたという。
この敗北に怒った孫策軍は再び軍を繰り出して陳登に向った。陳登は兵力の不足から功曹の陳矯を使者として曹操に救援を求めた。
また陳登は密かに城から十里の場所に軍営を作り、多くの柴や薪を束ねた物を準備して兵に持たせた。夜間になると十歩ごとに離れて縦横に行列させ、各々の手に持たせた柴や薪に火を灯すよう命じ、城の上では慶賀を称えさせて、まるで大軍が到ったようにした。敵軍が大量の火を見て驚いたところを予め用意した多数の伏兵に襲撃させ、敵が潰走すると陳登は兵を率いて追撃し再び万の首級を斬ったという。（「陳矯伝」および「陳登伝」が引く『先賢行状』。）
孫策は許を急襲しようとして横死したとされるが、本当の標的は許ではなく陳登であったと孫盛は考察しており、裴松之も陳登が第一の標的であったとしている（「孫破虜討逆伝」が引く『異同評』）。
その後、東城太守に転任したが、広陵の民衆が陳登を慕い付いて行こうとしたため、陳登はこれを立ち戻らせたという。39歳で死去した。204年に夏侯惇が伏波将軍を拝命しているため、陳登の没年はそれ以前の可能性が高い。
時期は不明だが、まだ広陵太守であったころ、陳登は魚の膾を食し、それゆえ胃に寄生虫が湧いてしまったことがあった。このときは華佗の投薬によって一度は治癒したが、華佗は3年後にこの病気が再発することを予言し、良い医者を側におくよう忠告した。それから3年後、果たして病気が再発したが、そのとき既に華佗が不在であったため、陳登は病死してしまったという（「方技伝」）。

## 人物
劉備は荊州の劉表を頼ったとき、陳登を低く評価する許汜に対し、陳登のことを「文武と胆志を兼ね備えており、彼に匹敵する者を見つけることは難しい」と賞賛したという。陳登もまた劉備を「傑出した雄姿を持ち、王覇の才略を備えている」と敬意を示したという（「陳矯伝」）。
曹操は後に、陳登の計略を早く採用せず、孫権を保護して長江の北まで支配させてしまったことを後悔したという。後に魏帝国が成立すると、曹丕（文帝）は陳登の功績を思い起こし、子を郎中に採り立てたという。

## 『三国志演義』
小説『三国志演義』では一貫して親劉備の人物として描かれる。陶謙配下の一人として劉備を後継に迎えようと尽力し、以後も父とともに劉備に忠義を尽くし続け、劉備の敵である袁術や呂布を徐州から排除するために策略を巡らす。曹操の任命した車冑の殺害にも協力するが、曹操が劉備らを徐州から駆逐すると降伏している。その後は、華佗の患者の一人として名だけが登場する。